# InAsien
inAsien war eine deutschsprachige Zeitschrift mit den Schwerpunkten Reise, Kultur und Wirtschaft. Sie erschien alle zwei Monate im Printformat in Deutschland, Österreich und der Schweiz. Zusätzlich bestand die Möglichkeit, einzelne Artikel im Internet zu lesen.

## Geschichte
inAsien gab es von 1999 bis 2013, sie erschien im Asia Vision Verlag. Die Auflage lag bei etwa 30.000 Stück. (eigene Angabe)

## Themen
- Reise
- Asien kulinarisch
- Asien im www
- Politik
- Wirtschaft
- Kultur